# Wood-kendy Louis
Wood-Kendy Louis , Âgé de 23 ans,  est l’un des comédiens émergeants de sa génération. Bonne expression vocale, habilité à interpréter ses rôles, une mémoire d’éléphant.

## Biographie
C’est un homme de théâtre, Pierre Corneille, qui a fait dire à l’un de ses personnages (Rodrigue) dans sa pièce Le Cid qu’ « aux âmes bien nées, la valeur n’attend point le nombre des années ». Wood-Kendy Louis, jeune, fougueux et passionné de théâtre, nous fait dire : « Corneille avait tellement raison ! ». Sur scène, quand il joue on croit voir un acteur qui a trente ans de carrière. Il a une habileté à bien entrer dans son personnage et à affiner son jeu d’acteur au point de faire du spectateur son complice toute la durée de la représentation.
L’un de ses plus grands atouts est sa voix dont il fait une matrice de charme. Il lui suffit de dire un texte, destiné ou non au théâtre, pour plaire. Il a une articulation et une ponctuation impeccables qui, quand elles se mélangent à son timbre grave, font penser au très regretté Karl-Marcel Casséus dit Lobo. Il est sans doute l’un des meilleurs jeunes diseurs en activité.
C’est Port-au-Prince qui a vu naître cette belle âme le 26 novembre 1998. C’est à Port-au-Prince qu’il a d’ailleurs toujours vécu accompagné de sa famille composée de 4 enfants dont il est l’aîné. « J’ai connu une enfance calme. Tout le monde m’appréciait étant donné la façon dont je me comportais. Plein de gaieté. J’étais intelligent et toujours émerveillé », se souvient-il. Encore aujourd’hui, il reste une personne sympathique, proche de tout le monde et appréciée de tous. 

## References
1. ↑  « Wood-Kendy Louis, comédien de la relève », sur lenouvelliste.com (consulté le 19 août 2025)
2. ↑  « Quatre chemins : Wood Kendy Louis dans « Prof » de Jean Pierre Dopagne », sur lenouvelliste.com (consulté le 19 août 2025)
3. ↑  « Wood-Kendy Louis, comédien de la relève », sur lenouvelliste.com (consulté le 19 août 2025)